# Donnie Brasco (film)
Donnie Brasco – amerykański film z 1997 roku, wyreżyserowany przez Mike’a Newella. Główne role w filmie zagrali Al Pacino, Michael Madsen i Johnny Depp. Film jest oparty na prawdziwej historii agenta FBI Josepha Pistone’a, któremu udało się przedostać do rodziny Bonanno, jednej z nowojorskich „Pięciu Rodzin”.
Wpływy ze sprzedaży biletów na świecie wyniosły 124 909 762 dolarów amerykańskich.

## Obsada
- Al Pacino jako Benjamin Ruggiero
- Johnny Depp jako Joseph Pistone/Donnie Brasco
- Michael Madsen jako Sonny Black
- Bruno Kirby jako Nicholas Santora
- James Russo jako John Cersani
- Anne Heche jako Maggie Pistone
- Željko Ivanek jako Tim Curley
- Gerry Becker jako Dean Blandford
- Robert Miano jako Sonny Red
- Brian Tarantina jako Anthony Indelicato
- Rocco Sisto jako Richard 'Richie' Gazzo

## Fabuła
Donnie Brasco to pseudonim agenta FBI Josepha Pistone’a, który w latach 70., w uwieńczonej sukcesem ściśle tajnej operacji infiltrował środowisko mafijne. Sytuacje, w których nie mógł sprostać sprzecznym oczekiwaniom rodziny, przełożonych i mafii, nie należały do rzadkości. W dodatku podczas swojego zadania zaprzyjaźnił się z gangsterem Leftym-Lewusem Ruggiero, którego miał unieszkodliwić. W związku z tym przeżywał konflikt sumienia między koniecznością wzorowego wywiązywania się z obowiązków a lojalnością wobec przyjaciela.